# دوري كرة القدم الإنجليزي 1966–67
دوري كرة القدم الإنجليزي 1966–67 (بالإنجليزية: 1966–67 Football League First Division)‏ هو موسم من دوري كرة القدم الإنجليزي. أقيم خلال الفترة 20 أغسطس 1966 وحتى 16 مايو 1967، وفاز فيه مانشستر يونايتد.